# Amblyjoppa cognatoria
Amblyjoppa cognatoria är en stekelart som först beskrevs av Smith 1874.  Amblyjoppa cognatoria ingår i släktet Amblyjoppa och familjen brokparasitsteklar. Inga underarter finns listade i Catalogue of Life.